# قنفذ البحر الأحمر
قنفذ البحر الأحمر ( Mesocentrotus franciscanus )  هو قنفذ بحري يوجد في شمال شرق المحيط الهادئ من ألاسكا إلى باخا كاليفورنيا .و يعيش في المياه الضحلة من خط المد المنخفض إلى أكثر من 280 متر (920 قدم) في الأعماق،  وعادة ما يوجد على الشواطئ الصخرية المحمية من حركة الأمواج الشديدة في المناطق التي يتوفر فيها عشب البحر. 

## الوصف

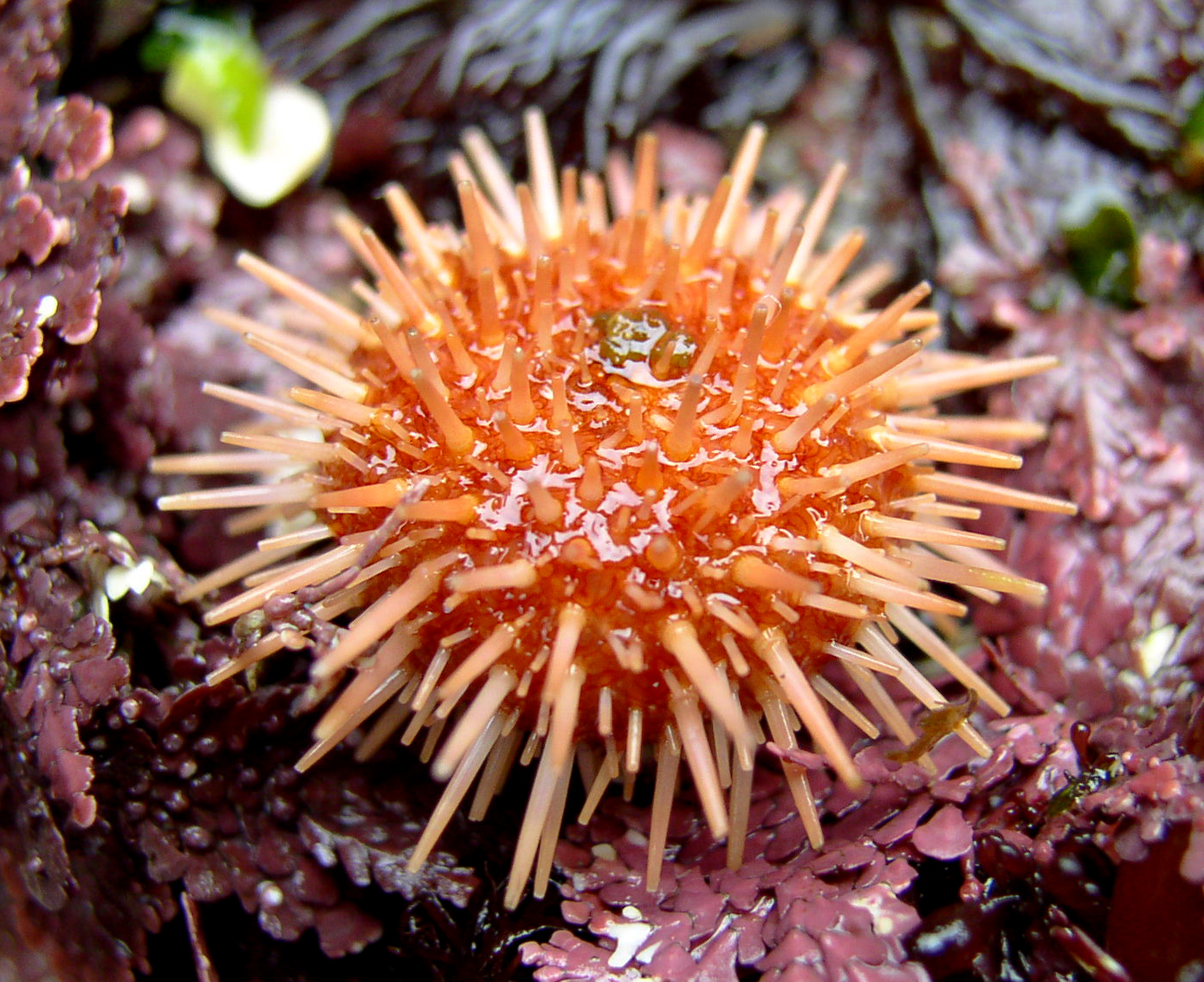
M. franciscanus juvenile الموجود في كيب فلاتري، واشنطن: و يبلغ قطره حوالي 1.5 سم.

إن الجسم الكروي لقنفذ البحر مغطى بالكامل بأشواك حادة. و تنمو هذه الأشواك على القشرة الصلبة التي تحيط بهذا الحيوان. و يتراوح لونه من الأحمر إلى العنابي الداكن. و نادرًا ما توجد للقنافذ عينات مصابة بانعدام لون الجلد (البرص). ولها فم يقع على جانبها السفلي محاط بخمس أسنان. وأثناء تطور اليرقات، ينتقل جسم قنفذ البحر من التناظر الثنائي إلى التناظر الشعاعي.
هذه اليرقة المتناظرة ثنائية الأطراف ، والتي تسمى echinopluteus ، تُطور بعد ذلك نوعًا من التناظر الخماسي الذي يميز شوكيات الجلد. وهي تزحف ببطء شديد فوق قاع البحر باستخدام أشواكها كركائز متينة بمساعدة أقدامه الأنبوبية . وتنتشر بين أشواكها صفوف من الأقدام الأنبوبية الصغيرة بها مصاصات تساعدها على التحرك والالتصاق بقاع البحر.

## العادات الغذائية
هذا الحيوان له فم بفكين خاصين (فانوس أرسطو) يقع على السطح السفلي (الفموي). و نظامه الغذائي المفضل هو الأعشاب البحرية والطحالب، التي يكشطها و يمزقها من قاع البحر. و أثناء نمو اليرقات، تستخدم القنافذ عصابات من الأهداب لالتقاط الطعام من عمود الماء. و قد تم العثور على قنافذ البحر الحمراء الموجودة في القناة المجاورة لجزيرة سان خوان وهي تعيش أسلوب حياة كسول و فريد من نوعه بسبب التيارات الثقيلة التي تجلب وفرة من الطعام.

## السلوك والتكاثر
غالبًا ما تعيش قنافذ البحر في مجموعات من خمسة إلى عشرة. و لديها القدرة على تجديد عمودها الفقري. وغالبًا ما يتجاوز عمرها 30 عامًا ، وقد وجد العلماء أن بعض العينات يزيد عمرها عن 200 عام. تشتهر قنافذ البحر الحمراء بأنها آكلات نهمة لعشب البحر و بتدميرها لغابة أعشاب البحر  بواسطة تكوين أجزاء لكشطها. ويعتبر ضغط الكشط الشديد الذي تمارسه القنافذ رابطًا مهمًا في الشلال الغذائي اللذي غالبًا ما يُلاحظ على طول الساحل الغربي لأمريكا الشمالية حيث يؤثر افتراس قندس البحر على وفرة القنفذ ، مما يؤثر بدوره على تدمير عشب البحر. على عكس تأثيرها السلبي على بنية المجتمع في أحواض عشب البحر الساحلية المفتوحة ، و يُفترض أن سلوك القنافذ الكسول والتقاطها للأعشاب البحرية في جزر سان خوان يخلق موطنًا مهمًا ومصدرًا للطاقة أسفل المنطقة الضوئية. إن تأثيرات النظام البيئي المتنوع للقنافذ الحمراء يسلط الضوء على أهميتها كمهندسين للنظام البيئي في النظم البيئية للشعاب الصخرية المعتدلة.
تحدث ذروة التبويض بين يونيو وسبتمبر. و يتم تخصيب البويضات خارجيًا أثناء طفوها في المحيط ، وتبقى اليرقات العوالق في عمود الماء لمدة شهر تقريبًا قبل أن تستقر في قاع البحر ، حيث تخضع للتحول إلى قنافذ صغيرة. و تستخدم القنافذ الصغيرة إشارات كيميائية لتحديد مكان البالغين. على الرغم من وجود القنافذ الصغيرة بشكل حصري تقريبًا تحت صفوف البالغين المجتمعة، إلا أن القنافذ البالغة والصغيرة ليست مرتبطة بشكل مباشر.